# Wargajaya (Cigudeg)
Wargajaya is een bestuurslaag in het regentschap Bogor van de provincie West-Java, Indonesië. Wargajaya telt 6519 inwoners (volkstelling 2010).